# Soliperla tillamook
Soliperla tillamook är en bäcksländeart som beskrevs av Bill P.Stark 1983. Soliperla tillamook ingår i släktet Soliperla och familjen Peltoperlidae. Inga underarter finns listade i Catalogue of Life.